# Феофиловка (Сумская область)

Феофиловка (укр. Феофілівка) — село, расположенное в Степновском сельском совете, Ямпольский район, Сумская область, Украина.
Код КОАТУУ — 5925683703. Население по переписи 2001 года составляло 33 человека .

## Географическое положение
Село Феофиловка находится на левом берегу реки Бычиха,
выше по течению на расстоянии в 2 км расположено село Степное,
ниже по течению на расстоянии в 2,5 км расположено село Калиновец (Шосткинский район).
По селу протекает пересыхающий ручей с запрудой.